# Dorjnyambuugiin Otgondalai
Dorjnyambuugiin Otgondalai (in mongolo: Доржнямбуугийн Отгондалай; 28 gennaio 1988) è un pugile mongolo.

## Palmarès
- Olimpiadi

Rio de Janeiro 2016: bronzo nei pesi leggeri.
- Giochi asiatici

Incheon 2014: oro nei 60 kg.